# 维多利亚·波斯特尼科娃
维多利亚·瓦莲京诺芙娜·波斯特尼科娃（俄语：Виктория Валентиновна Постникова，羅馬化：Viktorija Valentinovna Postnikova，1944年1月12日—），是俄罗斯女钢琴家，丈夫是著名指挥家根纳季·罗日杰斯特文斯基。

## 生平
1944年1月12日生于莫斯科的音乐世家。6岁进入莫斯科音乐学院附属中央音乐学校，7岁便跟随管弦乐团做公开演出。1962年进入莫斯科音乐学院，师从钢琴家雅科夫·弗利耶尔。1965年赴波兰华沙参加了蕭邦國際鋼琴比賽，获得名次。1966年赴英国参加第二届利兹国际钢琴比赛，以微弱劣势居于西班牙选手拉斐尔·奥罗斯科之后屈居亚军。1967年毕业，同年7月31日首次亮相伦敦逍遥音乐会，演奏了肖邦的《第一钢琴协奏曲》。在这之后，她多次以独奏家的身份与世界知名乐团合作演出。
2013年3月初，她与丈夫罗日杰斯特文斯基在北京国家大剧院音乐厅为观众奉献了拉赫玛尼诺夫作品专场演出。3月中旬与丈夫访问杭州，在杭州大剧院上演了《绝对的拉赫玛尼诺夫》音乐会。

## 荣誉
- 俄罗斯苏维埃联邦社会主义共和国功勋艺术家（1990年1月26日）[6]
- 俄罗斯联邦人民艺术家（2004年6月12日）[7]

## 個人生活
1969年与指挥家根纳季·罗日杰斯特文斯基结婚，育有一子，是小提琴演奏家。

## 外部連結
- 维多利亚·波斯特尼科娃的Discogs页面（英文）